# 찬디푸라 수포성바이러스
찬디푸라 수포성바이러스(Chandipura vesiculovirus, CHPV) 또는 찬디푸라바이러스는 인간에게 뇌염을 일으키는 바이러스로, 랍도바이러스과에 속한다. 1965년에 인도 마하라슈트라주의 찬디푸라라는 마을에서 분리된 두 환자의 혈액으로부터 처음 발견되었으며, 인도 중부지방에서 원인을 알 수 없는 뇌염환자가 유행하는 경우 이 바이러스가 원인인 경우가 많이 있었다. 일례로 2003년 6월에서 8월 사이에 안드라프라데시주와 마하라슈트라주에서 329명의 어린이가 뇌염에 걸렸고 그중 183명이 사망하는 일이 발생했는데, 그 원인으로 이 바이러스가 지목된다. 이외에도 2004년 구자라트주에서 보고된 어린이의 뇌염의 원인 역시 이 바이러스이다.
아직 인도 외에서 사람에게 해당 바이러스가 감염된 사례는 나타나지 않았으나, 서부 아프리카에서 서식하는 샌드플라이에서도 해당 바이러스가 발견되었다. 샌드플라이에게 물림으로써 바이러스가 전파되는 것으로 보인다.

## 바이러스학
찬디푸라 수포성바이러스는 외피가 있는 RNA 바이러스로, 대략 11kb의 유전체를 가지고 있다. 해당 유전체에는 총 다섯 개의 단백질이 암호화되어있는데, 뉴클레오캡시드 단백질 N, 인단백질 P, 기질단백질 M, 당단백질 G, 그리고 다섯 개의 모노시스트로닉 mRNA로 구성되는 하나의 대형 단백질 L이 바로 그것이다. N 단백질은 유전체를 핵산 분해 효소에 저항성이 있는 핵단백질막으로 감싸 숙주세포 내의 RNA 분해 기능으로부터 저항성을 갖추게 한다. L 단백질과 P 단백질은 전사 과정에서 활성자 단백질로 기능한다. 기질 단백질은 뉴클레오캡시드라는 단백질 외피로 감싸진 RNA를 이어붙여주는 역할을 한다. G 단백질은 바이러스의 막 바깥으로 돌출되어있으며, 면역학에서 항원의 기능을 한다. 항체가 이에 달라붙어 바이러스를 무력화시킬 수 있다.
찬디푸라 수포성바이러스의 생활사는 세포기질에서 이루어진다. 일반적인 전사과정 중에 바이러스의 중합효소는 다섯 종류의 mRNA를 합성하고, mRNA의 양 극단의 첫 번째와 마지막 엑손 바깥에 있는 신호가 전달되지 못하게 막는다. 이러한 전사와 번역 과정을 통해 충분한 양의 바이러스 단백질이 감염된 세포 내에 축적되면, 새로운 바이러스 개체들이 새로운 주기를 시작할 준비를 마친다. 유전체의 경우는 L 단백질이 복제효소로 작용하며, 상보적 폴리시스트론 가닥을 생성하기 위해 유전자 접합을 무시한다. 이렇게 생성된 상보적 가닥들을 통해 더 많은 양의 RNA가 복제된다. 이렇게 생산된 자식 RNA들은 곧 뉴클레오캡시드 단백질 등으로 감싸진 후 세포 밖으로 출아되어 완전한 바이러스 개체가 된다. 이 바이러스의 RNA 중합효소가 어떤 기작을 통해 작동을 시작하는지에 대해서는 아직 알려지지 않았다.

## 바이러스 유행 사례
2003년, 안드라프라데시주와 마하라슈트라주에서 이 바이러스에 의한 뇌염으로 329명이 사망했다. 2009년에는 52명에게 감염되어 15명의 목숨을 앗아갔다. 2010년에는 50명이 이 바이러스에 감염되었으며, 16명이 사망했다. 14세 미만의 어린이들이 주로 이 바이러스에 감염되는 것으로 밝혀졌다. 2009년에서 2011년까지, 총 110명이 양성 판정을 받았으며 2011년에만 11명이 사망했다.
2010년 구자라트주의 케다구, 바도다라구, 판치마할구에서 발생한 바이러스 유행으로 17명이 사망했다. 모래나 진흙으로 지어진 집에 갈라진 벽 틈 사이에서 서식하는 샌드플라이가 바이러스의 매개로 지목되었다. 2014년과 2016년에는 구자라트구에서 간헐적인 감염이 보고되었고, 아마다바드에서는 2016년에 한 소녀가 이 바이러스로 사망했다. 2019년에는 바도다라의 바일리(Bhayli) 마을에서 한 소녀가 이 바이러스로 사망했다.